# ベンプロペリン
ベンプロペリン（INN: benproperine）は、鎮咳薬として利用される有機化合物の1つである。化学式はC21H27NO、モル質量は約309.453 (g/mol) である。第3級アミンであり、塩基性を有する。分子内には1箇所のキラル中心を有しているため、ベンプロペリンには1対の鏡像異性体が存在する。

## 製剤
ベンプロペリンには1対の鏡像異性体が存在するものの、通常は、製剤化の際に光学分割は行われず、ラセミ体のままで用いられる。ベンプロペリンの塩基性を利用して、例えば、リン酸やパモ酸との塩の形にして、ベンプロペリンの水溶性を向上させた製剤が作られてきた。なお、常用量は成人でも1回当たり50 mg以下であるため、製剤化の際に、通常は適切な賦形剤が使用される。剤形としては、錠剤、シロップ剤などが製造されてきた。

## 薬理
ベンプロペリンは非麻薬性の中枢性鎮咳薬の1つに分類される。しかしながら、ベンプロペリンの場合は咳中枢を抑制する作用だけでなく、末梢において伸展受容器を抑制する作用も利用される。この2つの作用を併せて、鎮咳作用を発揮する事を期待して、ベンプロペリンを投与する。

## 副作用

### アレルギー
ベンプロペリンに限らず、薬物に関する一般的な話として、稀にアレルギーを引き起こし、例えば薬疹などが現れる場合が有るので、もしもベンプロペリンの投与によって薬疹が現れた場合には、ただちに投与を中止する。その上で、もしも何らかの処置が必要と判断されれば、必要に応じて処置を行う。

### アレルギー以外
アレルギー以外に、ベンプロペリンが引き起こし得る代表的な副作用としては、口内乾燥、浮動性の眩暈、眠気、音感に変化を感ずるといった聴覚の異常、倦怠感、胸焼け、食欲不振などが知られる。

## 鎮咳薬
咳は、気道に痰が溜まったり、気道異物が入った場合に、それを気道外へと排出するための生体防御機構の1つである。したがって、基本的な考え方として、必要以上に咳を抑制すべきではないと言える。むしろ、むやみに鎮咳を行えば、かえって患者の状態を悪化させ得る。例えば、大量の粘稠な気道への分泌物が、COPDや気管支喘息などが原因で出ている場合には、気道内の分泌物を咳で排出できずに換気障害に陥ったり、咳を抑えたせいで気道内の分泌物が排出できなかったために気道内に滞留した分泌物が逆に咳を誘発したりする。また、気道の感染症の場合には、気道内の病原微生物の排出に支障を来たし、感染症の増悪を招く危険もある。
一方で、胸膜炎や心臓疾患などが誘発した咳嗽や、心因性咳嗽など、生体防御機構としての咳が、本来の役割を果たしておらず、無駄に咳が出ている場合には、咳が患者の状態を悪化させ得るので、この場合には鎮咳薬を用いて、咳を抑制する。

### 中枢性鎮咳薬
中枢性鎮咳薬には、大きく分けて麻薬性鎮咳薬と非麻薬性鎮咳薬が有る。
麻薬性の中枢性鎮咳薬としては、オキシメテバノール、コデイン、ジヒドロコデインなどが知られる。化学構造が麻薬性鎮咳薬と似ている非麻薬性の中枢性鎮咳薬としては、ジメモルファン、デキストロメトルファンなどが知られる。化学構造的にも麻薬性鎮咳薬と異なる非麻薬性の中枢性鎮咳薬としては、エプラジノン、グアイフェネシン、クロフェダノール、クロペラスチン、チペピジン、ノスカピン、フォミノベン、グアイフェネシン、そして、ベンプロペリンなどが知られる。

### 末梢性鎮咳薬
例えば、気道に痰が溜まっていたりすると、それが刺激になって咳を誘発する。したがって、去痰薬は末梢性鎮咳薬としても作用する薬物群の1つである
。また、気管支拡張薬も末梢性鎮咳薬としても作用する薬物群の1つである。さらに、局所麻酔薬なども末梢性鎮咳薬としても作用する薬物群の1つに数えられる場合がある。局所麻酔薬のテトラカインの構造を変えて開発された末梢性鎮咳薬として、ベンゾナテートが知られる。
なお、生薬を単剤として鎮咳に用いる例としては、桜皮のエキス剤や、杏仁水などが知られる。例えば、桜皮のエキス剤は、末梢性鎮咳薬として作用する。
ベンプロペリンには末梢性鎮咳薬としての作用も存在するものの、例えば、鎮咳去痰薬や気管支拡張薬などが併用される事も充分に有り得る。